# Albrecht Schrauf

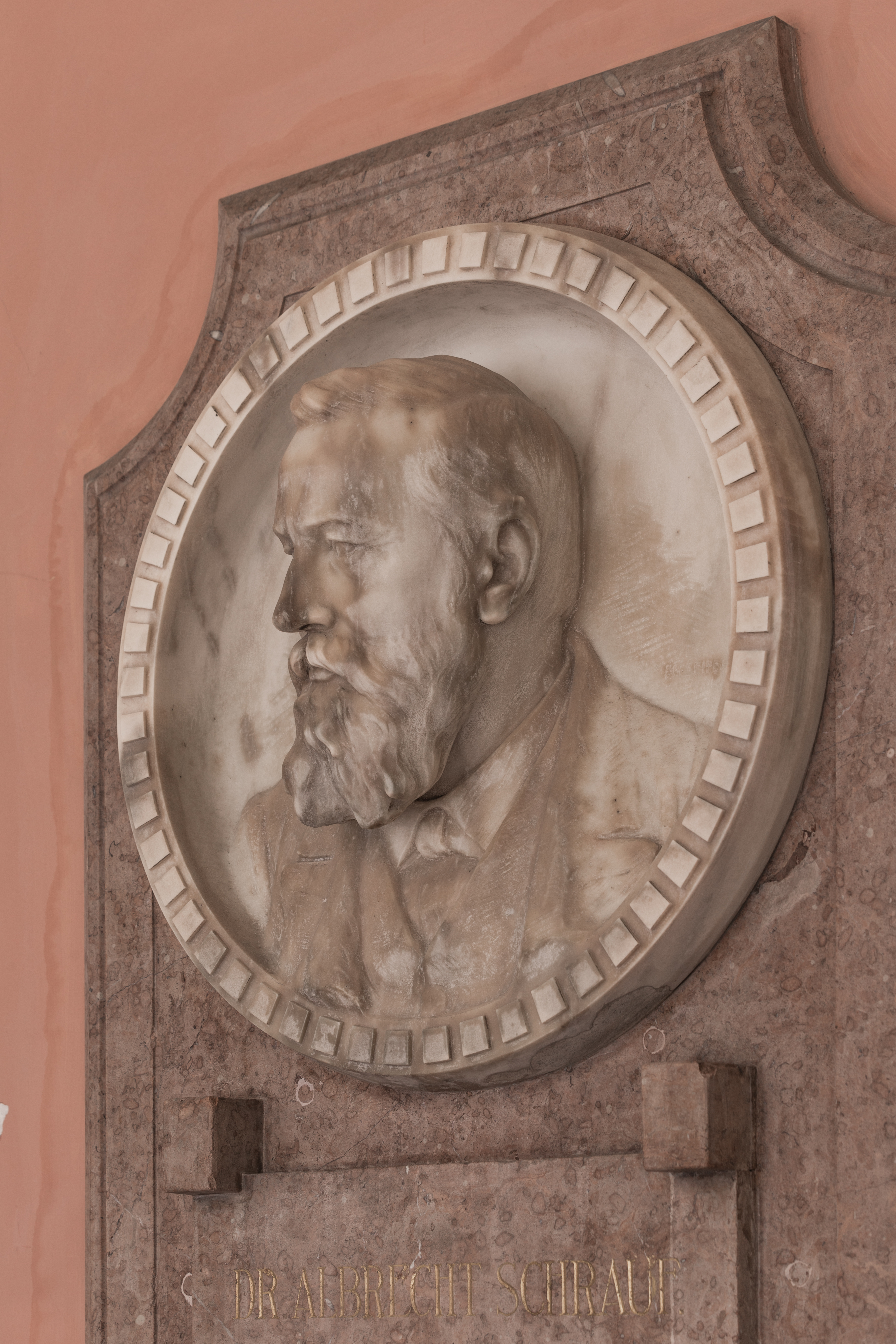
Albrecht Schrauf (Marmorrelief im Arkadenhof der Universität Wien)

Albrecht Schrauf (* 14. Dezember 1837 in Wieden, heute Teil von Wien; † 29. November 1897 in Wien) war ein österreichischer Mineraloge.

## Leben
Albrecht Schrauf besuchte das Gymnasium in Wiener Neustadt und Krems an der Donau. Im Jahr 1853 trat er in den Piaristenorden ein, verließ diesen aber nach der Matura wieder. An der Universität Wien studierte er von 1852 bis 1856 Physik, Mathematik, Mineralogie und Botanik unter anderem auch bei Wilhelm Josef Grailich.
Im Jahr 1862 wurde er an der Universität Tübingen Mag. artium liberalium und promovierte zum Dr. phil. Er wurde Kustosadjunkt am k.k. Hofmineralienkabinett. Schon 1863 habilitierte er sich an der Universität Wien für physikalische Mineralogie. Im Jahr 1867 wurde er zweiter, im Jahr darauf erster Kustos am Mineralienkabinett. 1862 und 1869 erhielt er Rufe an die Universität Lemberg, die er jedoch ablehnte. 1874 wurde er sowohl ordentlicher Universitätsprofessor als auch Leiter des Mineralogischen Museums an der Universität Wien. Im Jahr 1887/1888 war er auch Dekan an der Fakultät.
In den Jahren 1863/1864 begann er im Zuge von Studienreisen mit der Katalogisierung der Mineralien- und Kristallsammlung Erzherzog Stephans im Schloss Schaumburg in Hessen. Nachdem der Erzherzog aber 1867 gestorben war, konnte er diesen Auftrag nicht fertigstellen. Auch seinen Atlas, für den er alle Kristallbilder neu erstellte, konnte er aus finanziellen Gründen nicht fertigstellen.
In der Folge beschäftigte er sich vor allem mit dem chemischen Aufbau von Mineralen. Auch das Institut baute er vor allem mit neuen Lehrbehelfen aus.
Im Jahr 1896 erblindete er bei einem Unfall auf einem Auge. Auch auf dem zweiten Auge verlor Schrauf im folgenden Jahr rasch die Sehkraft. In der Folge wurde er sehr kontaktscheu und vereinsamte.
Schrauf verstarb am 29. November 1897 in Wien und ruht in einem Ehrengrab am Zentralfriedhof Wien (Gruppe 72 D).

## Auszeichnungen
- 1867: Goldene Medaille pro litteris et artibus
- 1884: Korrespondierendes Mitglied der Akademie der Wissenschaften in Wien
- 1888: Mitglied der Deutschen Akademie der Naturforscher Leopoldina in Halle
- 1890: Ehrenmitglied der Kaiserlichen St. Petersburger Mineralogischen Gesellschaft
- 1894: Wirkliches Mitglied der Akademie der Wissenschaften in Wien
- 1894: Ehrenmitglied der Französischen Mineralogischen Gesellschaft
- 1895: Korrespondierendes Mitglied der Königlich-Preußischen Akademie der Wissenschaften in Berlin
- 1897: Mitglied der Akademie der Wissenschaften in Turin

## Sonstiges
Bereits im Jahr 1875 wurde eine Bernsteinvarietät aus Rumänien von Julius Freiherr von Schröckinger nach ihm als Schraufit, sowie ein weiteres Mineral als Albrechtschraufit bezeichnet.
Im Wiener 15. Bezirk wurde im Jahr 1912 die Schraufgasse nach ihm benannt.